# Djayson Karavane
Pour les articles homonymes, voir Sarthou.
Diego Sarthou, dit Djayson Karavane, né le 15 janvier 2001 à Pau, est un vidéaste web français. Actuellement, il figure parmi les créateurs de contenu les plus influents de la francophonie, avec une notoriété grandissante sur TikTok, où il est suivi par plus de 2,1 millions d’abonnés.
Ses vidéos humoristiques, largement inspirées de la culture et des personnages du Sud-Ouest de la France, lui ont permis de bâtir une carrière remarquée dans l’univers du divertissement en ligne.

## Biographie

### Enfance et formation
Diego Sarthou naît le 18 janvier 2001 à Pau et grandit dans la commune de Saint-Armou, dans le Nord-Béarn. Son père, passionné de rugby, est béarnais, tandis que sa mère est d'origine espagnole.
Durant son enfance, il s’adonne à diverses activités sportives, pratiquant d’abord le judo, puis le football, avant de s’orienter vers le rugby à XV en 2013. En tant que joueur, il évolue en seniors en championnat de France de rugby à XV de 3e division fédérale, avec l'Entente Sevignacq Vallée du Gabas.
Il est un fervent supporter de la Section paloise.

### Les débuts sur TikTok
C’est en juin 2021, alors qu’il est en Erasmus à Saragosse dans le cadre de ses études à l’ESC Pau, que Diego Sarthou commence à publier des vidéos humoristiques sur TikTok. Malgré un semestre académique raté, il donne naissance à son personnage Djayson Karavane et enregistre rapidement des millions de vues sur ses vidéos. Ces sketchs humoristiques, inspirés du quotidien et de personnages caricaturaux tels que sa mère ou son « oncle beauf », ont conquis un large public,.
Le 1er août 2022, il dépasse le million d’abonnés sur TikTok, un cap symbolique qui marque le début de collaborations avec des marques et des personnalités.

### Diversification sur YouTube
En parallèle de son succès sur TikTok, Diego Sarthou lance sa chaîne YouTube, où il crée des contenus variés. Parmi ses collaborations, on retrouve des vidéos réalisées avec des joueurs de rugby tels qu’Émilien Gailleton, Nans Ducuing, et Nolann Le Garrec.

### Entrepreneuriat et collaborations
Toujours à la recherche d'innovations, Diego Sarthou développe une ligne de produits décalés, notamment des préservatifs personnalisés à son effigie. Avec une gestion complète des envois et du service client, il enregistre des ventes remarquables, atteignant 1 000 unités dès le lancement.
Côté partenariats, il collabore avec le Pau FC et s’associe à Canal+ , pour des projets autour du rugby et du Top 14.